# Mihai Suder
Mihai Suder (Geburtsname: Mihai Szuder; * 16. Februar 1914 in Lupeni, Kreis Hunedoara; † 1984) war ein Politiker der Rumänischen Kommunistischen Partei PCR (Partidul Comunist Român), der zahlreiche Ministerämter bekleidete.

## Leben

### Bergmann, Holzarbeiter und erste Ministerämter
Mihai Suder, der zur polnischen Minderheit gehörte, nahm nach dem Schulbesuch 1929 eine Arbeit als Schlepper und Bergmann im Bergwerk Lupeni auf. Danach wechselte er 1936 zum Bergwerk Concordia in Brașov, kehrte allerdings bereits 1937 zum Bergwerk in Lupeni zurück. Danach nahm er verschiedene Tätigkeiten im Kreis Hunedoara an und wurde zunächst 1942 Maurer im Forstwirtschaftsbetrieb in Câmpu lui Neag. Er trat während dieser Zeit 1945 der damaligen Kommunistischen Partei PCdR (Partidul Comunist din România) als Mitglied bei und wurde 1948 sowohl Leiter der Forstwirtschaft in Grădiștea de Munte als auch Leiter des Forstwirtschaftszentrums in Orăștie. Er absolvierte ein Studium am 1948 gegründeten Institut für Forstwirtschaft Brașov und wurde 1949 sowohl Direktor des Forstwirtschaftsbetriebes in Scutaru im Kreis Bacău sowie Direktor des Verarbeitungs- und Industrialisierungsbetriebes für Holz in Lupeni. Danach übernahm er im Mai 1950 zunächst den Posten als Leiter der Regionalen Forstwirtschaftsdirektion im Kreis Hunedoara und wechselte daraufhin am 12. September 1950 als Berater ins Ministerium für Forst- und Holzwirtschaft.
Suder fungierte daraufhin zwischen dem 25. Juli 1951 und dem 31. Mai 1952 als Vize-Minister für Holzwirtschaft und wurde im Anschluss am 31. Mai 1952 Minister
Holz-, Papier- und Zellstoffindustrie (Ministrul industriei lemnului, hârtiei și celulozei) im vierten Kabinett Groza. Dieses Ministeramt bekleidete er auch im ersten Kabinett Gheorghiu-Dej (2. Juni 1952 bis 28. Januar 1953), im zweiten Kabinett Gheorghiu-Dej (28. Januar 1953 bis 4. Oktober 1955) sowie im ersten Kabinett Stoica (4. Oktober 1955 bis 10. Januar 1956). Im ersten Kabinett Gheorghiu-Dej fungierte er zudem vom 26. August 1952 bis zum 28. Januar 1953 als Minister für Kohle (Ministrul Cărbunelui). Im Zuge einer Reorganisation der Ministerien wurde er am 10. Januar 1956 im ersten Kabinett Stoica Minister für Holzindustrie (Ministrul Industriei Lemnului) und übte dieses Amt bis zum 19. März 1957 aus.

### Minister für Forstwirtschaft und Staatssekretär
Am 5. Dezember 1958 übernahm Suder im zweiten Kabinett Stoica das Amt als Minister für Bauen und Baumaterialien (Ministrul construcțiilor și materialelor de construcții) und bekleidete dieses bis zur Auflösung des Ministeriums am 17. Dezember 1959. Im Anschluss wurde er am 17. Dezember 1959 Minister für Forstwirtschaft (Ministrul economiei forestiere) und bekleidete dieses Ministeramt auch im ersten Kabinett Maurer (21. März 1961 bis 17. März 1965), im zweiten Kabinett Maurer (18. März bis 20. August 1965), im dritten Kabinett Maurer (21. August 1965 bis 8. Dezember 1967), im vierten Kabinett Maurer (9. Dezember 1967 bis 12. März 1969) sowie im fünften Kabinett Maurer (13. März bis 1. Oktober 1969).
Er wurde auf dem Achten Parteitag der PMR (20. bis 26. Juni 1960) Mitglied des Zentralkomitees (ZK) der PMR und gehörte diesem Gremium bis zum Zwölften Parteitag der PCR (19. bis 23. November 1979) an. 1961 wurde er außerdem Mitglied der Großen Nationalversammlung (Marea Adunare Națională) und vertrat dort zunächst bis 1969 den Wahlkreis Nr.13 Putna sowie daraufhin zwischen 1969 und 1975 den Wahlkreis Nr. 9 Putna. Am 11. Oktober 1969 übernahm Mihai Suder das umbenannte Amt als Minister für Holzindustrie (Ministrul industriei lemnului) und hatte dieses im fünften Kabinett Maurer bis zum 24. Januar 1972 inne. 
Nach der Zusammenlegung des Ministeriums für Holzindustrie mit dem Ministerium für Baumaterialindustrie am 25. Januar 1972 zum Ministerium für Forstwirtschaft und Baumaterialindustrie wurde Suder Staatssekretär im Ministerium für Forstwirtschaft und Baumaterial (Ministrul secretar de stat la Ministerul Economiei Forestiere și Materialelor de Construcții) im fünften Kabinett Maurer und hatte diese Funktion auch noch im darauf folgenden ersten Kabinett Manescu vom 27. Februar 1974 bis zum 18. März 1975 inne.
Für seine langjährigen Verdienste wurde Suder mehrmals ausgezeichnet und erhielt unter anderem 1959 den Orden 23. August Erster Klasse (Ordinul 23. August), 1962 den Titel Held der sozialistischen Arbeit (Erou al Muncii Socialiste) sowie 1964 den Orden der Arbeit Erster Klasse (Ordinul Muncii).

## Veröffentlichungen
- Economia forestieră în România, Bukarest 1965, Neuauflage 1967
- Industria lemnului în România, 1970